# Cabra-cega

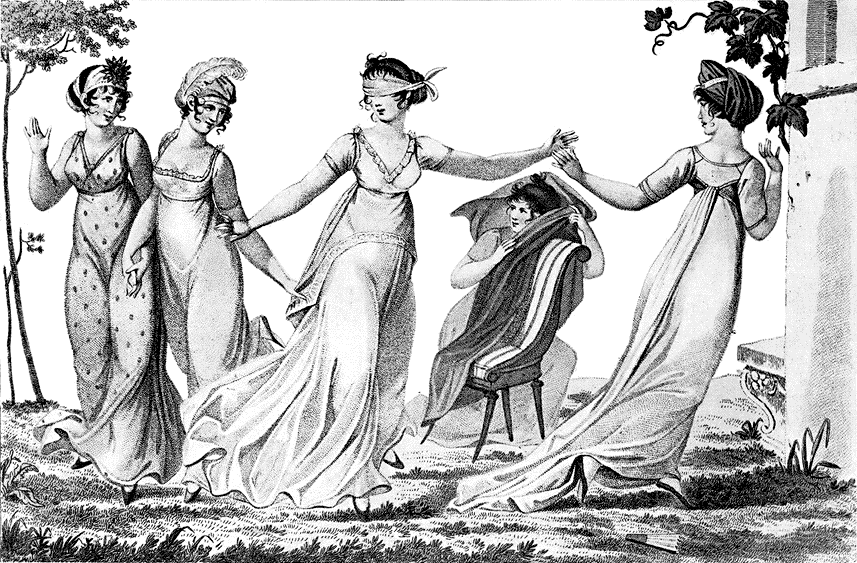
Jovens brincando de cabra-cega em 1803

A cabra-cega é um jogo recreativo (uma brincadeira, no Brasil), em que um dos participantes, de olhos vendados, procura adivinhar e agarrar os outros. Aquele que for agarrado, passará a ficar com os olhos vendados. Hoje em dia é um jogo infantil, mas na Idade Média foi um passatempo palaciano. Neste jogo não há um número certo de jogadores e o material necessário é apenas uma venda para tapar os olhos da pessoa que faz de cabra-cega.
O jogo começa com os jogadores a fazer uma roda à volta da cabra-cega que está de joelhos e, claro, de olhos tapados, entretanto começam a falar dizendo este discurso:
"Cabra-cega, donde vens?"
"Venho da serra."
"O que me trazes?"
"Trago bolinhos de atum."
"Dá-me um!"
"Não dou."
Depois, começam todos a dizer "Gulosa, gulosa, gulosa,…" e a fugir, até que ela, ao apanhar alguém, terá de adivinhar quem é. Se assim for, essa pessoa passa a ser a cabra-cega. Antes de começar a apanhar, dá três voltas sobre si mesma, enquanto fogem os jogadores cantando:
"Cabra-cega! Cabra-cega! Tudo ri, mãos no ar, a apalpar, tatear, por aqui, por ali. Tudo ri! Cabra-cega! Cabra-cega! Mãos no ar, apalpando, tateando, por aqui, por ali, agarrando o ar! Tudo ri…"
Se a cabra-cega sair do local, poderá ser avisada pelos jogadores da seguinte forma:
"Cabra-cega o que perdeste?"
"Fina ou grossa?"
"Fina" ou "Grossa"
"Então anda achá-la."

## Origem
Acredita-se que brincadeira tenha sido originada durante a Dinastia Zhou, da China, perto do ano 500 a.C. Na Idade Média e na Era Vitoriana, era um divertimento aristocrático: na Casa dos Tudor (dinastia inglesa que reinou entre 1485 e 1603), jogos de cabra-cega eram opção para recreação.